# Fear of a Blank Planet
Fear of a Blank Planet è il nono album in studio del gruppo musicale britannico Porcupine Tree, pubblicato il 16 aprile 2007 dalla Roadrunner Records in Europa e otto giorni più tardi dalla Atlantic Records negli Stati Uniti d'America.

## Descrizione
L'album presenta sei brani i cui testi, interamente curati dal frontman Steven Wilson, trattano argomenti relativi agli aspetti della vita contemporanea, come la comunicazione di MTV, il sesso, la droga e i videogiochi, con conseguenti fughe in mondi alternativi. In particolare è un concept album basato sulla figura di un ragazzo tra i 10 e i 15 anni bipolare e sotto farmaci, annoiato e socialmente isolato, il quale si rifugia nell'escapismo spendendo le giornate nel suo letto con le tapparelle chiuse a giocare alla Xbox, ascoltare musica sul suo iPod, messaggiare al cellulare, guardare porno hardcore su internet, scaricare film, musica e consumare notizie e contenuti violenti.
Dal punto di vista musicale, Fear of a Blank Planet non si discosta molto dal precedente Deadwing e presenta un rock progressivo influenzato da elementi heavy metal, pop e psichedelici, mostrando una cura particolare per gli arrangiamenti e le melodie.

## Promozione
Le sei tracce del disco sono state suonate in anteprima durante una serie di concerti promozionali nell'ultima parte del tour Arriving Somewhere... tra settembre e novembre del 2006.
L'album è stato commercializzato in edizione standard e speciale, quest'ultima contenente un DVD-Audio con il missaggio 5.1 dell'album. Il 3 ottobre 2007 è stata pubblicata l'edizione doppio vinile dalla Tonefloat Records, che presenta un ordine differente della lista tracce a causa della presenza di tutti e quattro brani dell'EP Nil Recurring, uscito a settembre. Nel 2016 la Kscope ha pubblicato un'edizione rimasterizzata su vinile, contenente la lista tracce originale del CD.

## Tracce
Testi e musiche di Steven Wilson, eccetto dove indicato.

### CD
1. Fear of a Blank Planet – 7:28
2. My Ashes – 5:07 (musica: Steven Wilson, Richard Barbieri)
3. Anesthetize – 17:42
4. Sentimental – 5:26
5. Way Out of Here – 7:37 (musica: Richard Barbieri, Colin Edwin, Gavin Harrison, Steven Wilson)
6. Sleep Together – 7:28

### LP
Lato A
1. Fear of a Blank Planet – 7:28
2. My Ashes – 5:07 (musica: Steven Wilson, Richard Barbieri)
3. Cheating the Polygraph – 7:10 (musica: Gavin Harrison, Steven Wilson)

Lato B
1. Anesthetize – 17:46

Lato C
1. Sentimental – 5:26
2. Way Out of Here – 7:37 (musica: Richard Barbieri, Colin Edwin, Gavin Harrison, Steven Wilson)
3. Sleep Together – 7:28

Lato D
1. Nil Recurring – 6:08 (musica: Richard Barbieri, Colin Edwin, Gavin Harrison, Steven Wilson)
2. Normal – 7:09
3. What Happens Now? – 8:23 (musica: Richard Barbieri, Colin Edwin, Gavin Harrison, Steven Wilson)

### Edizione deluxe del 2024
CD 1 – Fear of a Blank Planet 2024 Remaster
1. Fear of a Blank Planet – 7:28
2. My Ashes – 5:09 (musica: Steven Wilson, Richard Barbieri)
3. Anesthetize – 17:52
4. Sentimental – 5:26
5. Way Out of Here – 7:37 (musica: Richard Barbieri, Colin Edwin, Gavin Harrison, Steven Wilson)
6. Sleep Together – 7:28

CD 2 – Nil Recurring 2024 Remaster
1. Nil Recurring – 6:15 (musica: Richard Barbieri, Colin Edwin, Gavin Harrison, Steven Wilson)
2. Normal – 7:08
3. Cheating the Polygraph – 7:10 (musica: Gavin Harrison, Steven Wilson)
4. What Happens Now? – 8:24 (musica: Richard Barbieri, Colin Edwin, Gavin Harrison, Steven Wilson)
5. Fear of a Blank Planet (Tour Live Intro) – 2:02

CD 3 – 2006/07 Porcupine Tree/Steven Wilson Demos
1. Fear of a Blank Planet – 7:01
2. My Ashes – 5:09
3. Anesthetize – 16:49
4. Sentimental – 5:03
5. Cheating the Polygraph – 7:07 (musica: Gavin Harrison, Steven Wilson)
6. Sleep Together – 7:26
7. Always Recurring – 3:49
8. Hey Sleeper – 3:36

CD 4 – Live in Saarbrücken September 2006
1. Fear of a Blank Planet – 9:05
2. My Ashes – 5:44
3. Anesthetize – 17:12
4. Sentimental – 5:07
5. Cheating the Polygraph – 6:58 (musica: Gavin Harrison, Steven Wilson)
6. Sleep Together – 8:11

CD 5 – Sessions
- BBC Session 13 April 2007

1. Blackest Eyes – 4:27
2. Fear of a Blank Planet – 7:29
3. Sleep Together – 7:20
4. The Pills I'm Taking – 5:58
5. Halo – 5:42

- Orlando Instore 4 October 2007

1. The Sky Moves Sideways – 4:02
2. Even Less – 3:27
3. Stars Die – 4:34
4. Waiting – 3:52
5. Normal – 4:52
6. Drown with Me – 4:09
7. Lazarus – 4:06
8. Trains – 4:28

BD
1. Fear of a Blank Planet (5.1 Surround Stereo) – 51:00
2. Nil Recurring (5.1 Surround Stereo) – 28:57
3. The Making of Fear of a Blank Planet (Documentary) – 48:23

- Promo Videos

1. Fear of a Blank Planet – 4:19
2. Way Out of Here – 4:17 (musica: Richard Barbieri, Colin Edwin, Gavin Harrison, Steven Wilson)
3. Normal – 3:52

- Live Visual Films

1. Sleep Together – 7:32
2. Anesthetize – 17:14

- Live in Köln

1. Fear of a Blank Planet – 8:37
2. Anesthetize – 17:14
3. Sleep Together – 8:03

## Formazione
Hanno partecipato alle registrazioni, secondo le note di copertina:
Gruppo
- Steven Wilson – voce, chitarra, pianoforte, tastiera, arrangiamento, arrangiamento strumenti ad arco
- Richard Barbieri – tastiera, sintetizzatore, arrangiamento
- Colin Edwin – basso, arrangiamento
- Gavin Harrison – batteria, arrangiamento

Altri musicisti
- John Wesley – cori
- Dave Stewart – arrangiamento strumenti ad arco, orchestrazione
- London Session Orchestra – strumenti ad arco
- Gavyn Wright – primo violino
- Alex Lifeson – assolo di chitarra (traccia 3)
- Robert Fripp – soundscape (traccia 5)

Produzione
- Porcupine Tree – produzione
- Steven Wilson – missaggio, mastering, produzione parti di chitarra
- John Wesley – produzione parti di chitarra
- Mark Prator – ingegneria parti di chitarra
- Steve Price – ingegneria strumenti ad arco

## Classifiche
| Classifica (2007) | Posizione massima |
| ----------------- | ----------------- |
| Finlandia         | 16                |
| Francia           | 70                |
| Germania          | 21                |
| Italia            | 34                |
| Norvegia          | 34                |
| Paesi Bassi       | 13                |
| Regno Unito       | 31                |
| Stati Uniti       | 59                |
| Stati Uniti       | 17                |
| Svezia            | 38                |
| Svizzera          | 41                |